# KONAMI Arcade Championship 2011
KONAMI Arcade Championship 2011, también abreviado como KAC 2011, fue el primer torneo organizado por Konami para varios de sus videojuegos arcade, estrenándose el 29 de septiembre de 2011 con diversas zonas de clasificación en varias regiones de Japón, donde los jugadores podían escoger uno o más videojuegos para participar. Tuvo un total de doce videojuegos, siete de ellos musicales y provenientes de BEMANI. El resto son videojuegos de juegos de mesa, deporte, y de RPG.

## Clasificación
Al momento de registrarse en los sitios de admisión, cada videojuego tuvo su propio horario de rondas preliminar y final:
Eternal Knights 4 -Hibiki au tamashī-
Ronda preliminar: 29 de septiembre (jueves) al 16 de octubre (domingo)
Ronda final: 20 de noviembre (domingo)
REFLEC BEAT
Ronda preliminar: 29 de septiembre (jueves) al 6 de noviembre (domingo)
Ronda final: 23 de noviembre (miércoles)
beatmania IIDX 19 Lincle
Ronda preliminar: 29 de septiembre (jueves) al 6 de noviembre (domingo)
Ronda final: 23 de noviembre (miércoles)
GuitarFreaksXG2 Groove to Live
Ronda preliminar: 29 de septiembre (jueves) al 6 de noviembre (domingo)
Ronda final: 26 de noviembre (sábado)
DrumManiaXG2 Groove to Live
Ronda preliminar: 29 de septiembre (jueves) al 6 de noviembre (domingo)
Ronda final: 26 de noviembre (sábado)
jubeat copious
Ronda preliminar: 29 de septiembre (jueves) al 6 de noviembre (domingo)
Ronda final: 26 de noviembre (sábado)
DanceDanceRevolution X2
Ronda preliminar: 29 de septiembre (jueves) al 6 de noviembre (domingo)
Ronda final: 27 de noviembre (domingo)
MAH-JONG Fight Club u.v. ～Kizuna no Shō～
Ronda preliminar: 20 de octubre (jueves) al 6 de noviembre (domingo)
Ronda final: 27 de noviembre (domingo)
pop'n music 19 TUNE STREET
Ronda preliminar: 29 de septiembre (jueves) al 6 de noviembre (domingo)
Ronda final: 27 de noviembre (domingo)
Tenkaichi Shogikai 2
Ronda preliminar: 20 de octubre (jueves) al 6 de noviembre (domingo)
Ronda final: 27 de noviembre (domingo)
BASEBALL HEROES 2011 SHINE STAR
Ronda preliminar: 28 de octubre (viernes) al 6 de octubre (domingo)
Ronda final: 3 de diciembre (sábado)
Quiz Magic Academy 8
Ronda preliminar: 21 de octubre (viernes) al 30 de octubre (domingo)
Ronda final: 3 de diciembre (sábado)

## Invitados especiales
Durante los semifinales, algunas personalidades conocidas dentro de los círculos de Konami asistieron durante los torneos de eliminación y varios más durante la celebración de los ganadores finales. Dependiendo del videojuego que se llevaba a cabo, distintos invitados estaban presentes. En el torneo final de Mahjong Fight Club, asistieron Shigewa Moriyama, presidente de la Federación Profesional de Mahjong de Japón y Satoshi Fujisaki, Izumi Yukiko y Shirakawa Setsa, jugadores profesionales de Mahjong. En la final de Tenkaichi Shogikai 2 asistieron los invitados Kubo Noguchi, Kami Ueda y Hirose Ō, miembros de la Asociación Shogi de Japón. Por último, Yoshiaki Nagata y Hiroki Daimon estuvieron presentes en la final de Quiz Magic Academy 8. El resto de invitados se presentaron en la celebración de ganadores en la gran final.

## Eliminatorias finales
Cada eliminatoria final de cada división se llevó a cabo en su respectiva fecha, y se ejecutaron de manera normal, terminando con su respectivo ganador:

### Eternal Knights 4 -Hibiki au Tamashī-
El torneo final se llevó a cabo en dos lugares: Uno en Yokohama Station West Exit Store, ubicado en la ciudad de Yokohama, Prefectura de Kanagawa y el otro fue en Osaka, Prefectura de Osaka. La modalidad del videojuego utilizado fue el modo Speed Battle, el cual consiste en que cada jugador debe recorrer toda la mazmorra, eliminando enemigos y recolectando gemas. Aquel que consiga más gemas que los demás, ganaba la ronda. Participaron un total de cuatro jugadores:   (ヒョロリ Hiorori?)   (ミルヒオ―レ Miruhiōre?)   (リルだよ―ん Riruda yōn?) y   (ゆき＆まゆゆ Yuki & Mayuyu?) en un total de cuatro rondas. Aquel jugador que tuviese más de un alto ranking de puntaje y participación en la ronda final, o que tuviera más de una ronda completada, sería el ganador.
| Jugadores    | Pts | 1R | 2R | 3R | 4R |
| ------------ | --- | -- | -- | -- | -- |
| ヒョロリ     | 22  | 7  | 6  | 4  | 5  |
| ミルヒオ―レ  | 24  | 7  | 5  | 6  | 6  |
| リルだよ―ん  | 23  | 6  | 6  | 6  | 5  |
| ゆき＆まゆゆ | 22  | 7  | 4  | 5  | 6  |

|                                |
| Campeón                        |
| ゆき＆まゆゆ                   |
| Eternal Knights 4 -響きあう魂- |
| Primer título                  |

### REFLEC BEAT
El torneo de finalistas consistió en un total de 41 jugadores, los cuales, cada ocho de ellos representó una de las cinco regiones de Japón, incluyendo parte de la región de China. Por lo tanto, las eliminatorias se llevaron a cabo en cinco distintos lugares:
- Región de Kantō: Cat's eye Machida store, ubicado en Machida, Tokio.
- Regiones de Hokkaidō y Tōhoku: THE 3RD PLANET BiVi, situado en Sendai, Prefectura de Miyagi.
- Región de Chūbu: Nagoya Leisure land, localizado en Nagoya, Prefectura de Aichi.
- Regiones de Kinki y Shikoku: THE 3RD PLANET BiVi, establecido en Kioto, Prefectura de Kioto.
- Regiones de Kyushu y China: Pasca World Greenland, ubicado en Arao, Prefectura de Kumamoto.

Todos los jugadores de cada región, compitieron entre ellos mismos, de modo que al final quedaría un solo ganador con el puntaje más alto en el modo "versus" (uno contra uno) mediante vinculación de máquinas. Tras haber ganado cada jugador en su respectiva región, los cinco fueron juntados para competir entre ellos y definir al ganador de la división:
| Región            | Oponente | N.E.X.T. | YEBGS* | YASHA | HO4-KETI | SANJO | Total |
| ----------------- | -------- | -------- | ------ | ----- | -------- | ----- | ----- |
| Hokkaido / Tohoku | N.E.X.T. | -        | 3      | 3     | 3        | 3     | 12    |
| Kanto             | YEBGS*   | 0        | -      | 0     | 0        | 3     | 3     |
| Chūbu             | YASHA    | 0        | 3      | -     | 0        | 3     | 6     |
| Kinki / Shikoku   | HO4-KETI | 0        | 3      | 3     | -        | 0     | 6     |
| Kyushu / China    | SANJO    | 0        | 0      | 0     | 3        | -     | 3     |

|               |
| Campeón       |
| N.E.X.T.      |
| REFLEC BEAT   |
| Primer título |

### beatmania IIDX 19 Lincle
Al igual que en REFLEC BEAT, hubo varios participantes en cada de las cinco regiones, los cuales, tras las semifinales, quedó uno por cada región. Los ganadores de las semifinales fueron: DOLCE. MADOKA K-CHA* UKI6R y AGADO. Para la final, los cinco finalistas fueron retados a conseguir la suma mayor posible de puntos jugando una ronda total de cinco canciones. Los resultados finales fueron:
| Región            | Oponente | 1.ª pieza | 2.ª pieza | 3.ª pieza | 4.ª pieza | 5.ª pieza | Total | Puesto |
| ----------------- | -------- | --------- | --------- | --------- | --------- | --------- | ----- | ------ |
| Hokkaido / Tohoku | DOLCE.   | 2683      | 2800      | 3065      | 3115      | 3735      | 15398 | 1      |
| Kanto             | MADOKA   | 2697      | 2832      | 2966      | 2970      | 3579      | 15044 | 2      |
| Chūbu             | K-CHA*   | 2546      | 2851      | 2960      | 2852      | 3522      | 14731 | 3      |
| Kinki / Shikoku   | UKI6RA   | 2627      | 2770      | 2953      | 2721      | 3402      | 14473 | 5      |
| Kyushu / China    | GADO     | 2653      | 2738      | 2973      | 2667      | 3473      | 14504 | 4      |

|                          |
| Campeón                  |
| DOLCE.                   |
| beatmania IIDX 19 Lincle |
| Primer título            |

### DrumManiaXG2 Groove to Live
Tanto en GuitarFreaks como en DrumMania, tuvieron varios participantes en las semifinales, que fueron descartados por los mejores de cada región. La ejecución de las finales de cada uno fue de dos canciones, con una segunda y última ronda para los primeros dos finalistas.
| Región            | Oponente      | 1.ª pieza     | 2.ª pieza     | Total         | Puesto        |
| Primera ronda     | Primera ronda | Primera ronda | Primera ronda | Primera ronda | Primera ronda |
| ----------------- | ------------- | ------------- | ------------- | ------------- | ------------- |
| Hokkaido / Tohoku | SEIRAN        | 755895        | 894549        | 1650444       | 4             |
| Kanto             | MISTER.S      | 901593        | 907632        | 1809225       | 1             |
| Chūbu             | APRICOT.      | 886362        | 882934        | 1769296       | 3             |
| Kinki / Shikoku   | NKN-CAT       | 799248        | 822848        | 1622096       | 5             |
| Kyushu / China    | NKN-FAL       | 890688        | 908040        | 1798728       | 2             |

| Región         | Oponente      | 1ra pieza     | 2.ª pieza     | Total         | Puesto        |
| Segunda ronda  | Segunda ronda | Segunda ronda | Segunda ronda | Segunda ronda | Segunda ronda |
| -------------- | ------------- | ------------- | ------------- | ------------- | ------------- |
| Kanto          | MISTER.S      | 803454        | 946425        | 1749879       | 1             |
| Kyushu / China | NKN-FAL       | 859830        | 882906        | 1742736       | 2             |

|                             |
| Campeón                     |
| MISTER.S                    |
| DrumManiaXG2 Groove to Live |
| Primer título               |

### GuitarFreaksXG2 Groove to Live
Para sorpresa del torneo, uno de los ganadores fue el que participó como finalista en la semifinal del DrumManiaXG2 Groove to Live, el cual había perdido previamente.
| Región            | Oponente      | 1.ª pieza     | 2.ª pieza     | Total         | Puesto        |
| Primera ronda     | Primera ronda | Primera ronda | Primera ronda | Primera ronda | Primera ronda |
| ----------------- | ------------- | ------------- | ------------- | ------------- | ------------- |
| Hokkaido / Tohoku | GIL           | 1213791       | 627675        | 1841466       | 5             |
| Kanto             | LAS.NET       | 1015139       | 1015938       | 2031077       | 4             |
| Chūbu             | APRICOT.      | 1236476       | 1031554       | 2268030       | 2             |
| Kinki / Shikoku   | ELCIE-G       | 1517844       | 1114191       | 2632035       | 1             |
| Kyushu / China    | RAILGUN.      | 1252261       | 885310        | 2137571       | 3             |

| Región          | Oponente      | 1.ª pieza     | 2.ª pieza     | Total         | Puesto        |
| Segunda ronda   | Segunda ronda | Segunda ronda | Segunda ronda | Segunda ronda | Segunda ronda |
| --------------- | ------------- | ------------- | ------------- | ------------- | ------------- |
| Kinki / Shikoku | ELCIE-G       | 847385        | 1053496       | 1900881       | 2             |
| Chūbu           | APRICOT.      | 959900        | 1501632       | 2461532       | 1             |

|                                |
| Campeón                        |
| APRICOT.                       |
| GuitarFreaksXG2 Groove to Live |
| Primer título                  |

### jubeat copious
Cinco jugadores de cada área ejecutaron dos canciones para obtener la máxima cantidad de puntos, los dos primero jugadores quienes hayan conseguido los puntajes más altos pasarían a una segunda ronda para decidir al campeón mediante dos canciones.
| Región            | Oponente      | 1.ª pieza     | 2.ª pieza     | Total         | Puesto        |
| Primera ronda     | Primera ronda | Primera ronda | Primera ronda | Primera ronda | Primera ronda |
| ----------------- | ------------- | ------------- | ------------- | ------------- | ------------- |
| Hokkaido / Tohoku | II-L-Y        | 999630        | 997737        | 1997367       | 2             |
| Kanto             | SAKANOUE      | 998029        | 998491        | 1996520       | 3             |
| Chūbu             | RELITE        | 996552        | 999622        | 1996174       | 4             |
| Kinki / Shikoku   | VE*K.DSN      | 998891        | 998868        | 1997759       | 1             |
| Kyushu / China    | YAGICCHI      | 995690        | 999622        | 1995312       | 5             |

| Región            | Oponente      | 1.ª pieza     | 2.ª pieza     | Total         | Puesto        |
| Segunda ronda     | Segunda ronda | Segunda ronda | Segunda ronda | Segunda ronda | Segunda ronda |
| ----------------- | ------------- | ------------- | ------------- | ------------- | ------------- |
| Kinki / Shikoku   | VE*K.DSN      | 998992        | 999720        | 1998712       | 1             |
| Hokkaido / Tohoku | II-L-Y        | 999328        | 987995        | 1987323       | 2             |

|                |
| Campeón        |
| VE*K.DSN       |
| jubeat copious |
| Primer título  |

### pop'n music 19 TUNE STREET
| Región            | Oponente | 1.ª pieza | 2.ª pieza | 3.ª pieza | 4.ª pieza | 5.ª pieza | Total  | Puesto |
| ----------------- | -------- | --------- | --------- | --------- | --------- | --------- | ------ | ------ |
| Hokkaido / Tohoku | むら     | 91327     | 91738     | 95039     | 96448     | 93453     | 468005 | 2      |
| Kanto             | TATSU    | 92855     | 96371     | 96377     | 97785     | 96617     | 480005 | 1      |
| Chūbu             | DeVIeT   | 89182     | 87607     | 92632     | 93118     | 92343     | 454882 | 5      |
| Kinki / Shikoku   | ALI-NA   | 93887     | 92033     | 94160     | 96632     | 90664     | 467376 | 3      |
| Kyushu / China    | YAKEI    | 90857     | 94186     | 91727     | 96319     | 91125     | 464214 | 4      |

|                            |
| Campeón                    |
| TATSU                      |
| pop'n music 19 TUNE STREET |
| Primer título              |

### DanceDanceRevolution X2
Hubo cinco jugadores de cada región, los cuales compitieron con un total de cinco canciones para determinar al ganador:
| Región            | Oponente | 1.ª pieza | 2.ª pieza | 3.ª pieza | 4.ª pieza | 5.ª pieza | Total | Puesto |
| ----------------- | -------- | --------- | --------- | --------- | --------- | --------- | ----- | ------ |
| Hokkaido / Tohoku | POPORO-K | 1574      | 1480      | 1454      | 1469      | 1722      | 7699  | 4      |
| Kanto             | 513      | 1572      | 1481      | 1488      | 1479      | 1774      | 7794  | 3      |
| Chūbu             | RIN-GO!  | 1539      | 1463      | 1493      | 1450      | 1869      | 7814  | 2      |
| Kinki / Shikoku   | SUMI     | 1574      | 1466      | 1425      | 1487      | 1741      | 7693  | 5      |
| Kyushu / China    | BROSONI. | 1590      | 1461      | 1521      | 1480      | 1853      | 7905  | 1      |

|                         |
| Campeón                 |
| BROSONI.                |
| DanceDanceRevolution X2 |
| Primer título           |

### Tenkaichi Shogikai 2
Durante este evento, Hirose Atsuto (広瀬章人?), Kami Ueda (上田初美女王?) y Toshiaki Kubo (久保利明?) estuvieron presentes durante las eliminatorias del torneo, llevado a cabo en el complejo de Tokyo Midtown en el barrio residencial y comercial de Akasaka, en Minato, Tokio. Antes de comenzar el torneo entre los finalistas, se inició una partida entre el jugador profesional de Mahjong Satoshi Fujisaki (藤崎智?) y Hirose King, el cual terminó ganando Satoshi. Luego de unos comentarios por parte del anfitrión, se procedió a comenzar una partida entre los cuatro jugadores: ？？？？？, Natsumiya (なつみや?), Bawa (ばわ?) y Batabata-three (バタバタ３?). El orden de partidas fueron de la siguiente manera: 
| ☖ Bawa (ばわ?) \| \| 9 \| 8 \| 7 \| 6 \| 5 \| 4 \| 3 \| 2 \| 1 \| \| \| a \| \| \| \| \| \| \| \| \| \| 一 \| \| b \| \| \| \| \| \| \| \| \| \| 二 \| \| c \| \| \| \| \| \| \| \| \| \| 三 \| \| d \| \| \| \| \| \| \| \| \| \| 四 \| \| e \| \| \| \| \| \| \| \| \| \| 五 \| \| f \| \| \| \| \| \| \| \| \| \| 六 \| \| g \| \| \| \| \| \| \| \| \| \| 七 \| \| h \| \| \| \| \| \| \| \| \| \| 八 \| \| i \| \| \| \| \| \| \| \| \| \| 九 \| |    |    |    |    |    |    |    |    |    |    |
| ☗ Natsumiya (なつみや?) |    |    |    |    |    |    |    |    |    |    |
| | 9  | 8  | 7  | 6  | 5  | 4  | 3  | 2  | 1  |    |
| a | 91 | 81 | 71 | 61 | 51 | 41 | 31 | 21 | 11 | 一 |
| b | 92 | 82 | 72 | 62 | 52 | 42 | 32 | 22 | 12 | 二 |
| c | 93 | 83 | 73 | 63 | 53 | 43 | 33 | 23 | 13 | 三 |
| d | 94 | 84 | 74 | 64 | 54 | 44 | 34 | 24 | 14 | 四 |
| e | 95 | 85 | 75 | 65 | 55 | 45 | 35 | 25 | 15 | 五 |
| f | 96 | 86 | 76 | 66 | 56 | 46 | 36 | 26 | 16 | 六 |
| g | 97 | 87 | 77 | 67 | 57 | 47 | 37 | 27 | 17 | 七 |
| h | 98 | 88 | 78 | 68 | 58 | 48 | 38 | 28 | 18 | 八 |
| i | 99 | 89 | 79 | 69 | 59 | 49 | 39 | 29 | 19 | 九 |

|   | 9  | 8  | 7  | 6  | 5  | 4  | 3  | 2  | 1  |    |
| a | 91 | 81 | 71 | 61 | 51 | 41 | 31 | 21 | 11 | 一 |
| b | 92 | 82 | 72 | 62 | 52 | 42 | 32 | 22 | 12 | 二 |
| c | 93 | 83 | 73 | 63 | 53 | 43 | 33 | 23 | 13 | 三 |
| d | 94 | 84 | 74 | 64 | 54 | 44 | 34 | 24 | 14 | 四 |
| e | 95 | 85 | 75 | 65 | 55 | 45 | 35 | 25 | 15 | 五 |
| f | 96 | 86 | 76 | 66 | 56 | 46 | 36 | 26 | 16 | 六 |
| g | 97 | 87 | 77 | 67 | 57 | 47 | 37 | 27 | 17 | 七 |
| h | 98 | 88 | 78 | 68 | 58 | 48 | 38 | 28 | 18 | 八 |
| i | 99 | 89 | 79 | 69 | 59 | 49 | 39 | 29 | 19 | 九 |

| ☖ ？？？？？ \| \| 9 \| 8 \| 7 \| 6 \| 5 \| 4 \| 3 \| 2 \| 1 \| \| \| a \| \| \| \| \| \| \| \| \| \| 一 \| \| b \| \| \| \| \| \| \| \| \| \| 二 \| \| c \| \| \| \| \| \| \| \| \| \| 三 \| \| d \| \| \| \| \| \| \| \| \| \| 四 \| \| e \| \| \| \| \| \| \| \| \| \| 五 \| \| f \| \| \| \| \| \| \| \| \| \| 六 \| \| g \| \| \| \| \| \| \| \| \| \| 七 \| \| h \| \| \| \| \| \| \| \| \| \| 八 \| \| i \| \| \| \| \| \| \| \| \| \| 九 \| |    |    |    |    |    |    |    |    |    |    |
| ☗ バタバタ３ |    |    |    |    |    |    |    |    |    |    |
| | 9  | 8  | 7  | 6  | 5  | 4  | 3  | 2  | 1  |    |
| a | 91 | 81 | 71 | 61 | 51 | 41 | 31 | 21 | 11 | 一 |
| b | 92 | 82 | 72 | 62 | 52 | 42 | 32 | 22 | 12 | 二 |
| c | 93 | 83 | 73 | 63 | 53 | 43 | 33 | 23 | 13 | 三 |
| d | 94 | 84 | 74 | 64 | 54 | 44 | 34 | 24 | 14 | 四 |
| e | 95 | 85 | 75 | 65 | 55 | 45 | 35 | 25 | 15 | 五 |
| f | 96 | 86 | 76 | 66 | 56 | 46 | 36 | 26 | 16 | 六 |
| g | 97 | 87 | 77 | 67 | 57 | 47 | 37 | 27 | 17 | 七 |
| h | 98 | 88 | 78 | 68 | 58 | 48 | 38 | 28 | 18 | 八 |
| i | 99 | 89 | 79 | 69 | 59 | 49 | 39 | 29 | 19 | 九 |

|   | 9  | 8  | 7  | 6  | 5  | 4  | 3  | 2  | 1  |    |
| a | 91 | 81 | 71 | 61 | 51 | 41 | 31 | 21 | 11 | 一 |
| b | 92 | 82 | 72 | 62 | 52 | 42 | 32 | 22 | 12 | 二 |
| c | 93 | 83 | 73 | 63 | 53 | 43 | 33 | 23 | 13 | 三 |
| d | 94 | 84 | 74 | 64 | 54 | 44 | 34 | 24 | 14 | 四 |
| e | 95 | 85 | 75 | 65 | 55 | 45 | 35 | 25 | 15 | 五 |
| f | 96 | 86 | 76 | 66 | 56 | 46 | 36 | 26 | 16 | 六 |
| g | 97 | 87 | 77 | 67 | 57 | 47 | 37 | 27 | 17 | 七 |
| h | 98 | 88 | 78 | 68 | 58 | 48 | 38 | 28 | 18 | 八 |
| i | 99 | 89 | 79 | 69 | 59 | 49 | 39 | 29 | 19 | 九 |

| ☖ ？？？？？ \| \| 9 \| 8 \| 7 \| 6 \| 5 \| 4 \| 3 \| 2 \| 1 \| \| \| a \| \| \| \| \| \| \| \| \| \| 一 \| \| b \| \| \| \| \| \| \| \| \| \| 二 \| \| c \| \| \| \| \| \| \| \| \| \| 三 \| \| d \| \| \| \| \| \| \| \| \| \| 四 \| \| e \| \| \| \| \| \| \| \| \| \| 五 \| \| f \| \| \| \| \| \| \| \| \| \| 六 \| \| g \| \| \| \| \| \| \| \| \| \| 七 \| \| h \| \| \| \| \| \| \| \| \| \| 八 \| \| i \| \| \| \| \| \| \| \| \| \| 九 \| |    |    |    |    |    |    |    |    |    |    |
| ☗ Natsumiya (なつみや?) |    |    |    |    |    |    |    |    |    |    |
| | 9  | 8  | 7  | 6  | 5  | 4  | 3  | 2  | 1  |    |
| a | 91 | 81 | 71 | 61 | 51 | 41 | 31 | 21 | 11 | 一 |
| b | 92 | 82 | 72 | 62 | 52 | 42 | 32 | 22 | 12 | 二 |
| c | 93 | 83 | 73 | 63 | 53 | 43 | 33 | 23 | 13 | 三 |
| d | 94 | 84 | 74 | 64 | 54 | 44 | 34 | 24 | 14 | 四 |
| e | 95 | 85 | 75 | 65 | 55 | 45 | 35 | 25 | 15 | 五 |
| f | 96 | 86 | 76 | 66 | 56 | 46 | 36 | 26 | 16 | 六 |
| g | 97 | 87 | 77 | 67 | 57 | 47 | 37 | 27 | 17 | 七 |
| h | 98 | 88 | 78 | 68 | 58 | 48 | 38 | 28 | 18 | 八 |
| i | 99 | 89 | 79 | 69 | 59 | 49 | 39 | 29 | 19 | 九 |

|   | 9  | 8  | 7  | 6  | 5  | 4  | 3  | 2  | 1  |    |
| a | 91 | 81 | 71 | 61 | 51 | 41 | 31 | 21 | 11 | 一 |
| b | 92 | 82 | 72 | 62 | 52 | 42 | 32 | 22 | 12 | 二 |
| c | 93 | 83 | 73 | 63 | 53 | 43 | 33 | 23 | 13 | 三 |
| d | 94 | 84 | 74 | 64 | 54 | 44 | 34 | 24 | 14 | 四 |
| e | 95 | 85 | 75 | 65 | 55 | 45 | 35 | 25 | 15 | 五 |
| f | 96 | 86 | 76 | 66 | 56 | 46 | 36 | 26 | 16 | 六 |
| g | 97 | 87 | 77 | 67 | 57 | 47 | 37 | 27 | 17 | 七 |
| h | 98 | 88 | 78 | 68 | 58 | 48 | 38 | 28 | 18 | 八 |
| i | 99 | 89 | 79 | 69 | 59 | 49 | 39 | 29 | 19 | 九 |

|                      |
| Campeón              |
| ？？？？？           |
| Tenkaichi Shogikai 2 |
| Primer título        |

### MAH-JONG Fight Club u.v. -Kizuna no Shō-
El evento duró aproximadamente unas dos horas, los cuales participaron cuatro jugadores cuyos nombres eran Jimbon (ジンボン?), EIJI, RURU y Ginga (ぎんが?) en el torneo. Antes de comenzar la primera partida entre ellos, las invitadas Ikumi Izumi y Shirakawa Setsa, junto con los invitados de Shogi,  Toshiaki Kubo y Hirose Atsuto, iniciaron una partida de Mahjong en las cabinas arcade, el cual, Hirose Atsuto ganó el primer lugar con 30 800 puntos. Luego de unos comentarios por parte del anfitrión, se procedió a comenzar el torneo con un total de 20 000 puntos para cada jugador. Tras finalizar las eliminatorias, los resultados fueron los siguientes:
| Jugador  | Primera partida | Segunda partida | Tercera partida | Total  | Puesto |
| -------- | --------------- | --------------- | --------------- | ------ | ------ |
| ぎんが   | 39,100          | 21,000          | 32,700          | 92,800 | 1      |
| ジンボン | 21,700          | 37,000          | 25,300          | 84,000 | 2      |
| EIJI     | 13,200          | 17,000          | 7,500           | 35,900 | 3      |
| RURU     | 6,000           | 4,000           | 14,000          | 24,000 | 4      |

|                                          |
| Campeón                                  |
| ぎんが (Ginga)                           |
| Mah-jong Fight Club u.v. -Kizuna no Shō- |
| Primer título                            |

### BASEBALL HEROES 2011 SHINE STAR
La duración del evento fue alrededor de dos horas. Participaron un total de 8 jugadores, los cuales fueron ganadores de las semifinales. Una vez que fueron presentados, se procedió a empezar las eliminatorias. Estos fueron los resultados:
|  | Cuartos de final | Cuartos de final |              |              | Semifinales    | Semifinales    |  |           | Final          | Final          |  |
|  | 3 de diciembre   | 3 de diciembre   |              |              | 3 de diciembre | 3 de diciembre |  |           | 3 de diciembre | 3 de diciembre |  |
|  |                  |                  |              |              |                |                |  |           |                |                |  |
|  |                  |                  |              |              |                |                |  |           |                |                |  |
|  | 寿★のぉす        | X                |              |              |                |                |  |           |                |                |  |
|  | 寿★のぉす        | X                |              |              |                |                |  |           |                |                |  |
|  | 超§寝技神§       | -                |              |              |                |                |  |           |                |                |  |
|  | 超§寝技神§       | -                |              | 寿★のぉす    | X              |                |  |           |                |                |  |
|  |                  |                  |              | 寿★のぉす    | X              |                |  |           |                |                |  |
|  |                  |                  | 寿★たくにゃ  | -            |                |                |  |           |                |                |  |
|  | 寿★うるぐす      | -                | 寿★たくにゃ  | -            |                |                |  |           |                |                |  |
|  | 寿★うるぐす      | -                |              |              |                |                |  |           |                |                |  |
|  | 寿★たくにゃ      | X                |              |              |                |                |  |           |                |                |  |
|  | 寿★たくにゃ      | X                |              |              |                |                |  | 寿★のぉす | 13             |                |  |
|  |                  |                  |              |              |                |                |  | 寿★のぉす | 13             |                |  |
|  |                  |                  | 鉄板！赤信号 | 7            |                |                |  |           |                |                |  |
|  | 鉄板！赤信号     | X                | 鉄板！赤信号 | 7            |                |                |  |           |                |                |  |
|  | 鉄板！赤信号     | X                |              |              |                |                |  |           |                |                |  |
|  | 寿★せこむ        | -                |              |              |                |                |  |           |                |                |  |
|  | 寿★せこむ        | -                |              | 鉄板！赤信号 | X              |                |  |           |                |                |  |
|  |                  |                  |              | 鉄板！赤信号 | X              |                |  |           |                |                |  |
|  |                  |                  | 鰹☆すぐる    | -            |                |                |  |           |                |                |  |
|  | 鰹☆すぐる        | X                | 鰹☆すぐる    | -            |                |                |  |           |                |                |  |
|  | 鰹☆すぐる        | X                |              |              |                |                |  |           |                |                |  |
|  | 鰹☆爆音小僧      | -                |              |              |                |                |  |           |                |                |  |
|  | 鰹☆爆音小僧      | -                |              |              |                |                |  |           |                |                |  |
|  |                  |                  |              |              |                |                |  |           |                |                |  |

|                                 |
| Campeón                         |
| 寿★のぉす                       |
| BASEBALL HEROES 2011 SHINE STAR |
| Primer título                   |

### Quiz Magic Academy 8
Este fue el torneo final del evento en general, y consistió en un total de 16 participantes distribuidos en grupos de cuatro cada uno. tras cada eliminatoria, quedaron solo cuatro concursantes. Tras una difícil batalla final, se declaró al ganador final:
| Oponente    | Porcentaje total | Posición |
| ----------- | ---------------- | -------- |
| たけしたKこ | 298.35           | 3        |
| かるみん    | 354.03           | 1        |
| シャムワオ  | 351.98           | 2        |
| カムカム    | 278.48           | 4        |

|                      |
| Campeón              |
| かるみん             |
| Quiz Magic Academy 8 |
| Primer título        |

## Celebración de ganadores
La gran celebración se llevó a cabo el 4 de diciembre en el edificio Tokyo Midtown, ubicado en Roppongi, ciudad de Tokio, desde las 1:00 p. m. hasta las 4:00 p. m. (hora japonesa). Hubo banquetes y también hubo invitados incluyendo a los compositores de varios títulos de Bemani, hasta a los mismos desarrolladores de QMA, BBH, y demás para celebrar el cierre del evento videojugabilístico.
Durante el evento, el oficial ejecutivo del sistema e-AMUSEMENT, Katsunori Okita, dio unas palabras de agradecimiento para luego comenzar con la entrega de premios. Inmediatamente, se presentó un recuento del resumen las eliminatorias y presentaron a los doce ganadores de los doce videojuegos arcade. Por cada ganador que pasaba al escenario, se le daba su respectivo premio, y también una placa del motivo del videojuego en el que participó. Para el ganador de Mahjong, Ginga, se le dio una estatuilla de metal de dragón con una esfera de cristal en él. Para el ganador de BBH, Kotobuki no Osu, se le dio una planilla de cartas coleccionables de jugadores de béisbol. Para el ganador de Shogi, un marco con un abanico grabado con caracteres en él. Para el resto de ganadores de los títulos de Bemani, se les fue dado un marco con CD's de banda sonora de cada juego.
Después de la ceremonia de entrega de premios, se realizó un concurso de preguntas de nombre  (KAC特別検定 KAC tokubetsu kentei?). La prueba se realizó en el formato "Quiz Magic Academy", el cual consistió en varias preguntas de cuatro alternativas. Por cada pregunta contestada correctamente por los visitantes, uno de los invitados especiales entregaba al anfitrión un papel coloreado firmado, entre otras cosas.
Para dar final a la ceremonia, se pasó al segmento de KAC Special Live, el cual varios compositores y artistas tocaron música de fondo de los videojuegos que estuvieron presentes en el torneo y así, dar concluida la ceremonia de premiación. Tiempo después, se colgó en YouTube un vídeo grabado sobre todo el evento de la ceremonia de ganadores, así como todo el proceso de eliminatorias de cada videojuego.